# Julius Reichelt
Pour les articles homonymes, voir Reichelt.
Julius Reichelt (Strasbourg, 1637 - Strasbourg, 19 février 1719) était un astronome et professeur de mathématiques à l'université de Strasbourg. Il fut l'initiateur d'une specula astronomica (observatoire astronomique), qui sera le premier des trois observatoires que connaitra la ville de Strasbourg.

## Biographie
Julius Reichelt est né le 5 janvier ou le 8 juin 1637, dans la ville impériale libre de Strasbourg ; il est le fils d’un couturier du même nom et de Maria Jacobea Brixel. Le 16 octobre 1634, il entre en classe de septième au Gymnase, puis poursuit ses études à l’université. Le 5 décembre 1659 il se porte candidat à la maîtrise et au doctorat en philosophie et soutient le 26 avril 1660 une dissertation intitulée Astronomia Hebraeorum, « astronomie des Hébreux ».
Ayant obtenu en 1666 un financement de la ville de Strasbourg, Julius Reichelt se rend en Allemagne, en Hollande et au Danemark afin d’approfondir ses compétences, et notamment d’apprendre à construire des fortifications, ce qui lui permet également de rencontrer un grand nombre de scientifiques comme Johan Hudde, Adam Olearius ou Henrik Ruse. À son retour à Strasbourg en 1667, il obtient la chaire de mathématique de l’université, qui était en déshérence depuis près de quarante ans. Au cours de sa carrière universitaire il fut seize fois doyen de la Faculté de philosophie et trois fois recteur de l’université.
Le passage d’une comète en mars 1672 l’incite à proposer dès le mois de mai de la même année la création d’un observatoire, qui serait situé sur une tour dans les environs du quartier de Sainte-Élisabeth. Plusieurs tours des fortifications sont envisagées, mais le choix se porte finalement sur celle de la porte de l’hôpital.
Il meurt le 17 février 1717 à Strasbourg.

## Publications
En 2009, quarante publications de Julius Reichelt ont été identifiées, dont la publication s’échelonne de 1660 à 1707. Parmi celles-ci, on trouve notamment:
- Baltasar Scheidius et Julius Reichelt : Astronomia Hebraeorum inprimis autem biblica, 1660
- Julius Reichelt et Michael Schuster : Dissertatio geographica de Terra Australi, 1669
- Julius Reichelt et Johann Christoph Wegelin : Dissertatio mathematica de musica, 1672
- Julius Reichelt et Johann David Büttner : De amuletis, 1673
- Julius Reichelt : Julii Reichelti exercitatio, de amuletis, 1676
- Julius Reichelt et Johann Friedrich Scheid : Disputatio optica de parelio., 1678
- Julius Reichelt et Jacob Honold : Diss. astron. de cometis, et speciatim eo, qui mense Novembri anni 1680 apparuit, 1682
- Julius Reichelt : Elementa astronomica et geographica, in usum Gymnasii Argentoratensis conscripta, 1688 : manuel d’astronomie pour le Gymnase, qui resta en usage jusqu’en 1738[6].
- Jacob Wolff et Julius Reichelt : Curiosus amuletorum scrutator, in quo de natura & attributis illorum, uti & plurimis illis, quae passim in usum tam in theoria quam praxi vocari sueverunt ac in specie de Zenechtis... cui accessit Julii Reichelti exercitatio DE AMULETIS..., 1690 (première édition), 1692 (seconde édition)
- Julius Reichelt : Elementa astronomica et geographica, 1689
- Julius Reichelt et Friedrich Paul Hofmann : Diss. math. de delineatione architecturae militaris, 1700